# سيكو (شركة يابانية)
شركة سيكو القابضة (بالإنجليزية: Seiko Holdings Corporation)، وتعرف باسمها المختصر سيكو (بالإنجليزية: Seiko)، هي شركة ساعات يابانية.

## لمحة تاريخية

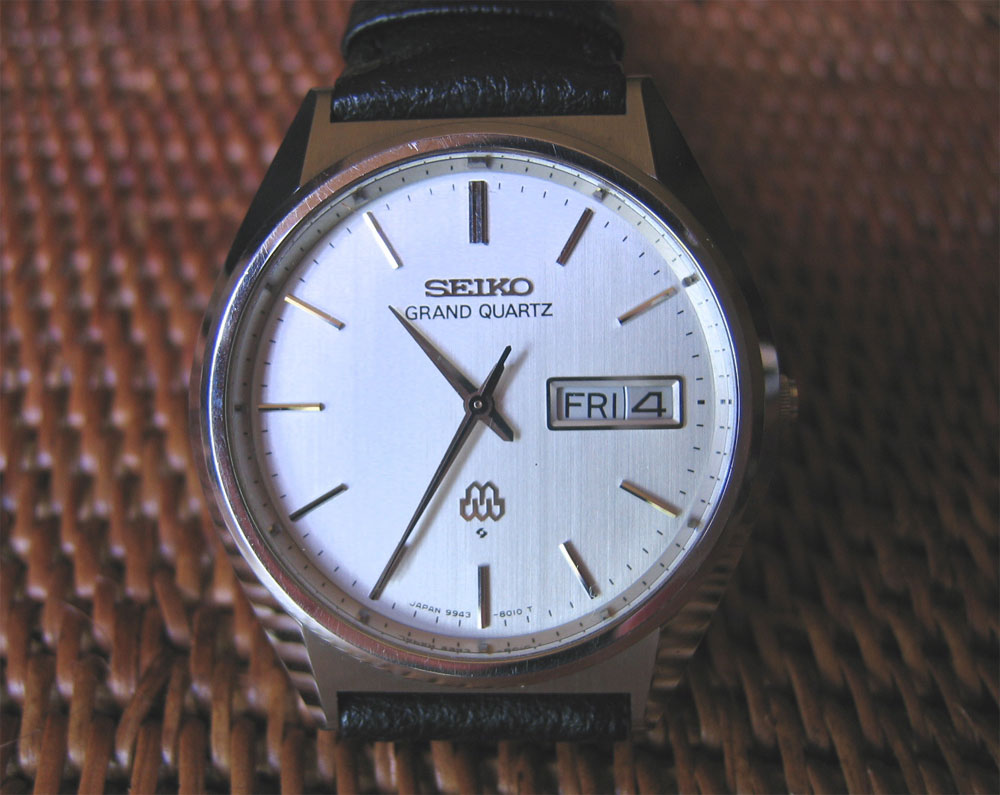
Grand Quartz, والتي أنتجت عام 1978م.

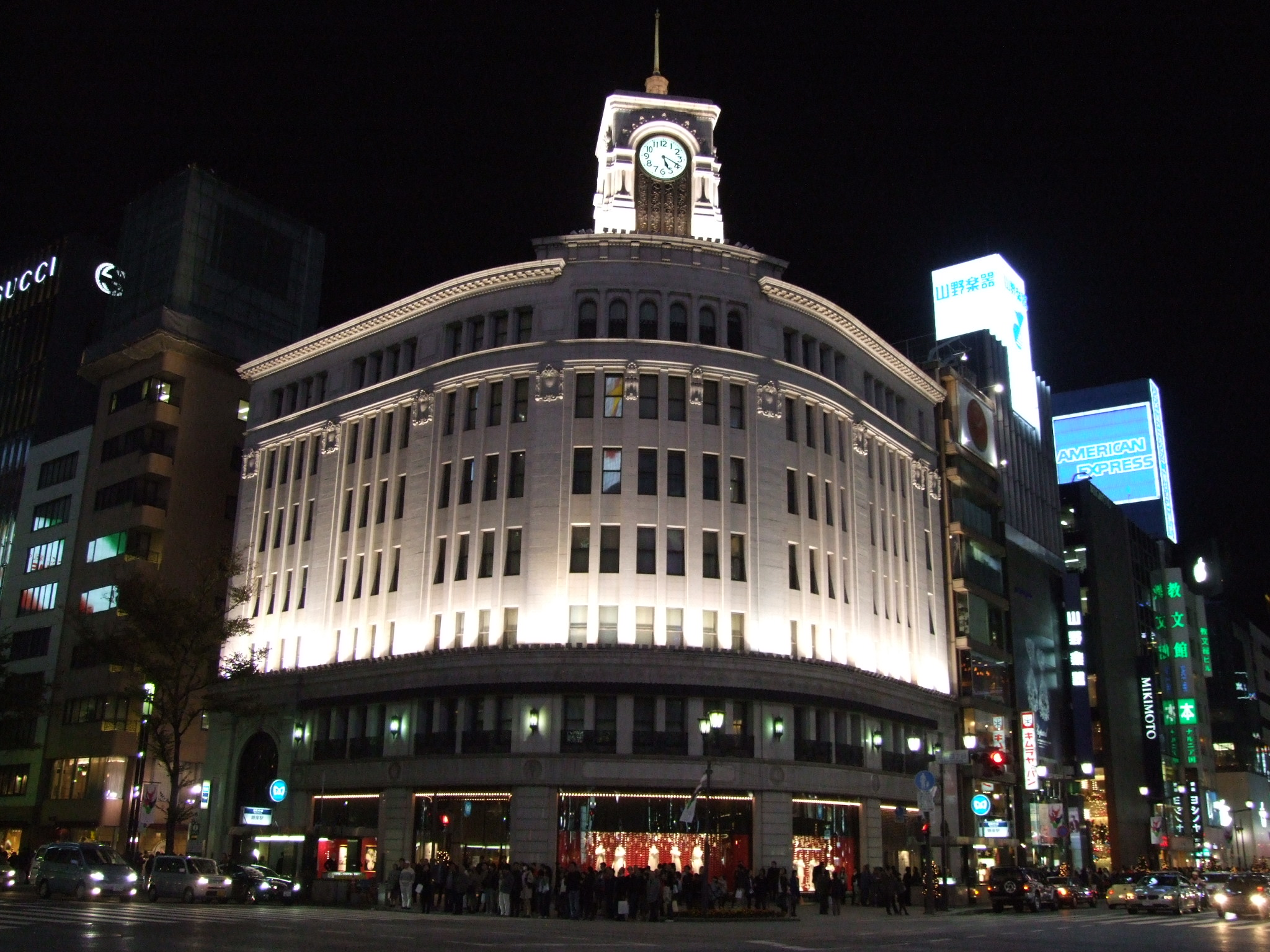
The Hattori Clock Tower in Ginza, Tokyo, former headquarters and main store building of K. Hattori & Co., currently houses Wako.

تم تأسيس شركة سيكو في عام 1881م عندما قام كنتارو هاتوري بافتتاح متجر للساعات في منطقة جنزا من مدينة طوكيو في اليابان، وأطلق على المتجر اسم «كي هاتوي» "K.Hattori"، وبعد إحدى عشر سنة من افتتاح المتجر ابتداء كنتارو بتصنيع الساعات تحت اسم سيكوشا Seikosha والذي معناه «بيت الحرفية المتقنة»، وبحسب تعريف الشركة فإن معنى كلمة سيكو Seiko، هو «الإتقان» أو «النجاح».

## المؤقت الرسمي
سيكو هي المؤقت الرسمي لعدد من الأحداث الرياضية المهمة مثل:
- ألعاب أولمبية صيفية 1964 في طوكيو، اليابان، 1964
- بطولة كأس العالم لكرة القدم 1978 في الأرجنتين
- بطولة كأس العالم لكرة القدم 1982 في إسبانيا
- بطولة كأس العالم لكرة القدم 1986 في المكسيك
- بطولة العالم لألعاب القوى 1987 في إيطاليا، 1987.
- بطولة كأس العالم لكرة القدم 1990 في إيطاليا.
- بطولة العالم لألعاب القوى 1991 في طوكيو، اليابان، 1991.
- ألعاب أولمبية صيفية 1992 فيبرشلونة، أسبانيا، 1992
- ألعاب أولمبية شتوية 1994 في النرويج، 1994
- ألعاب أولمبية شتوية 1998 في ناغانو، اليابان، 1998
- ألعاب أولمبية شتوية 2002 في سولت ليك، الولايات المتحدة، 2002.